# Dolînivka, Haivoron
Dolînivka (în ucraineană Долинівка) este localitatea de reședință a comunei Dolînivka din raionul Haivoron, regiunea Kirovohrad, Ucraina.

## Demografie
Componența lingvistică a localității Dolînivka
     Ucraineană (97,15%)
     Rusă (1,8%)
     Alte limbi (0,57%)
Conform recensământului din 2001, majoritatea populației localității Dolînivka era vorbitoare de ucraineană (97,15%), existând în minoritate și vorbitori de rusă (1,8%).